# 辽阳路
辽阳路，元朝时设置的路。
至元二十五年（1288年）改辽阳府置，治所在辽阳县（今辽宁省辽阳市）。除辽阳县外，另辖盖州、懿州。辖境约当今辽宁省辽河下游以东，太子河以南和阜新、彰武、新民等市县地。辽阳等处行中书省治此。明朝洪武四年（1371年）废，六年复置，十年裁。 